# Bel-Air (metropolitana di Parigi)
Bel-Air è una stazione della metropolitana di Parigi sulla linea 6, sita nel XII arrondissement.

## Storia
La stazione di Bel Air entrò in funzione il 1º marzo 1909 in concomitanza con l'apertura del tratto della linea 6 compreso tra Place d'Italie e Nation. Essa prese il nome dall'omonimo quartiere del XII arrondissement che a sua volta lo avrebbe tratto, toponimo frequente nell'area parigina, da una tenuta del XVII secolo che si sviluppava in quell'area. La stazione venne chiusa nel 1939, all'inizio della seconda guerra mondiale, e non fu riaperta che il 7 gennaio 1963. A partire dal luglio 1974 dopo lavori di ammodernamento dell'intera linea durati due anni, la stazione è servita da convogli su pneumatici. Nel 2013 è stata sottoposta ad un restauro conservativo da parte della RATP.

## La stazione
La stazione si trova al margine occidentale del quartiere di Bel-Air, nei pressi del confine con quello di Picpus; è l'unica in superficie della linea 6 sulla rive droite, nonostante la metropolitana in quel tratto sia sotterranea, poiché sorge sul viadotto che scavalca la sottostante linea ferroviaria per Vincennes, dismessa nel 1969 e convertita nella Coulée verte René-Dumont, in quel tratto in trincea: i treni, infatti, risalgono per raggiungere la stazione e ridiscendono alla fine della stessa.
La stazione è situata tra le due corsie di boulevard de Picpus del quale però non segue la pendenza, tanto che l'estremità settentrionale della stazione risulta leggermente più alta rispetto a quella opposta; gli accessi sono tre, rispettivamente sul boulevard de Picpus, rue de Sahel e rue Dagorno. Le banchine, lunghe 75 metri e coperte con pensiline, sono delimitate da alti muri che esternamente presentano l'originaria decorazione bicroma in mattoni rossi con inserti in ceramica turchese con la lettera "M" bianca inserita entro un cerchio del medesimo colore. I binari sono due, passanti.
Nel 2011 i passeggeri che hanno transitato dalla stazione sono stati 2369793, risultando per frequentazione essere la duecentoventicinquesima su 301 stazioni; nel 2013 il loro numero è sceso a 2319026 e la stazione di Bel-Air è passata alla duecentotrentesima posizione su 302.

## Interscambi
- Bus RATP